# Kramgoa låtar 1999
Kramgoa låtar 1999 utkom den 1999 och är ett studioalbum av det svenska dansbandet Vikingarna.  Melodin "Livet går ej i repris" tog sig in på Svensktoppen.

## Låtlista
1. Våran lilla hemlighet
2. En slant i fontänen
3. Still
4. I mina drömmar
5. Sjömannen & stjärnan
6. Vi ska gå hand i hand (Dunja, du)
7. Nummer ett
8. Ditt första steg
9. Kom med mej
10. Sänd mej ett minne av vår kärlek
11. Wear My Ring around Your Neck
12. Ett brev betyder så mycket
13. Om jag faller faller jag för dig
14. Sången till dej
15. Vindar från nordväst (Kuling fra nordvest) (duett Christer Sjögren-Monia Sjöström)

## Medverkande
- Vikingarna
- Peter Ljung - klaviatur
- Janne Lindgren - gitarr
- Kungliga hovkapellet - stråkar

## Listplaceringar
| Lista (1999) | Topplacering |
| ------------ | ------------ |
| Finland      | 19           |
| Norge        | 3            |
| Sverige      | 2            |